# Ruud Oudenhoven
Rudolf Petrus Henricus (Ruud) Oudenhoven (Pematang Siantar, 22 april 1940 – Apeldoorn, 31 juli 2025) was een Nederlands socioloog, politicus en burgemeester. Hij was eerst lid van de KVP en later van het CDA.

## Biografie
Oudenhoven werd geboren op Sumatra in het toenmalige Nederlands-Indië waar zijn vader werkte als administrateur en directeur. In 1969 is hij cum laude afgestudeerd in de sociologie aan de Katholieke Universiteit Nijmegen en daarna was hij tot 1973 werkzaam als wetenschappelijk medewerker bij het Sociologisch Instituut van die universiteit. Daarna werd Oudenhoven directeur van de hoofdgroep Onderwijs en Welzijn van de gemeente Almelo, waar hij tevens loco-gemeentesecretaris was.
In 1977 werd Oudenhoven gekozen tot lid van de Eerste Kamer. In de Eerste Kamer was hij onder meer onderwijs woordvoerder namens het CDA, plaatsvervangend voorzitter van de vaste commissie voor Onderwijs en Wetenschappen en lid van de parlementaire delegatie naar Suriname. In juli 1980 volgde zijn benoeming tot burgemeester van Diepenveen. Begin 1982 kwam er een einde aan zijn Eerste Kamerlidmaatschap omdat het CDA vond dat dit niet gecombineerd kon worden met een burgemeesterschap. In januari 1988 werd hij de burgemeester van Zevenaar wat hij zou blijven tot hij in mei 2001 met pensioen ging.
Oudenhoven was onder meer voorzitter van het Katholiek Pedagogisch Centrum, voorzitter van de Bestuursschool in Overijssel en voorzitter van de Welstandstoezicht in Overijssel. Hij was gehuwd, had drie kinderen en was rooms-katholiek. Hij was officier in de Orde van Oranje-Nassau.
- Parlement.com: vg09llidckc6